# Красногвардейский район (Ставропольский край)
Красногварде́йский райо́н — административно-территориальная единица в Ставропольском крае России. В границах района образован Красногвардейский муниципальный округ.
Административный центр — село Красногвардейское.

## География
Район расположен в северо-западной части Ставропольского края и граничит с Ростовской областью, Краснодарским краем, Республикой Калмыкия. Район занимает территорию площадью 2 236 км².
Территория района находится у северо-западного подножья Ставропольской возвышенности, где она переходит в Азово-Кубанскую низменную равнину. Территория расчленена долинами рек Егорлык и её притоками — Большой Гок, Малый Гок, Горькой Балкой, Калалы, Татаркой.
Климат умеренно континентальный с недостаточным увлажнением. Среднегодовое количество осадков 472 мм.
Почвы представлены в основном предкавказскими карбонатными чернозёмами.

## История
На территории нынешнего района 3 апреля 1774 года произошел бой, который впоследствии историки не раз назвали уникальным. Два казачьих полка, общим числом тысяча, дали отпор войску крымского хана Девлет-Гирея, не менее чем в двадцать раз превосходившему их по численности. Командовал казаками никому не известный тогда юный Матвей Платов.
За всю свою историю район менял своё название 4 раза. Изначально он был составной частью территории Медвеженского уезда Ставропольской губернии, образованного 26 июня 1872 года и занимавшего на тот момент обширную площадь — 7200 км² (для сравнения территория Красногвардейского района 2263,08 км²). Южная граница уезда проходила у села Птичье Изобильненского района, а северная — по реке Средний Егорлык от одноимённого села Средний Егорлык Целинского района до устья реки Средний Егорлык у села Екатериновка Сальского района.
Вскоре после революции, 7 августа 1920 года, Медвеженский уезд был разделён на Воронцово-Николаевский и Медвеженский уезды. Впоследствии, 29 января 1923 года, Медвеженский уезд переименован в Белоглиненский.
В 1924 году Ставропольская губерния была преобразована в одноимённый округ, уезды «упразднены» и переименованы в районы. В состав Ставропольского округа вошло 10 районов, включая Медвежинский (центр — село Медвежье).
В 1934 году Северо-Кавказский край был разделён на Азово-Черноморский край (с центром в городе Ростове-на-Дону) и Северо-Кавказский край (с центром в городе Пятигорске). В состав последнего вошли 17 районов бывших Ставропольского и Терского округов, включая Медвеженский район.
В 1935 году Медвеженский район и село Медвежье были переименованы в Евдокимовский район и в село Евдокимовское (в честь Ефима Георгиевича Евдокимова — большевика, чекиста, первого секретаря ВКП(б) Северо-Кавказского края).
В 1939 году Евдокимовский район был переименован в Молотовский, а центр — село Евдокимовское — в село Молотовское.
3 августа 1942 года район был оккупирован немецкими войсками. 23 января 1943 года Молотовский район освобождён от немецко-фашистских захватчиков.
20 июня 1957 года был упразднён Дмитриевский район. В Молотовский район перешли Дмитриевский, Первомайский, Радыковский и Тахтинский сельсоветы.
13 июля 1957 года Молотовский район переименован в Красногвардейский, а село Молотовское — в Красногвардейское (в честь красногвардейцев, защищавших Советскую власть на территории Медвеженского уезда в годы Гражданской войны).
1 февраля 1963 года были образованы вместо существующих 15 сельских районов: Александровский, Апанасенковский, Благодарненский, Воронцово-Александровский, Георгиевский, Изобильненский, Ипатовский, Кочубеевский, Красногвардейский, Курский, Левокумский, Минераловодский, Петровский, Прикумский и Шпаковский. 1 февраля 1963 года указом Президиума Верховного Совета РСФСР в Ставропольском крае образован Ипатовский сельский район вместо существующего. Тогда же в Ипатовский район были переданы Первомайский и Тахтинский сельсоветы.
12 января 1965 года Президиум Верховного Совета РСФСР постановил:
Арзгирский, Александровский, Апанасенковский, Благодарненский, Георгиевский район, Изобильненский, Ипатовский, Кочубеевский, Красногвардейский, Курский район, Левокумский, Минераловодский, Новоалександровский район, Петровский район, Прикумский, Советский и Шпаковский сельские районы преобразовать в районы.
Решением Президиума Ставропольского краевого Совета народных депутатов от 24 мая 1990 года № 18 в Красногвардейском районе был образован Штурмовский сельсовет с центром в посёлке Штурм, включающий посёлки Штурм и Краснооктябрьский, выделенные из Коммунаровского сельсовета того же района.
16 марта 2020 года все муниципальные образования Красногвардейского района были объединены Красногвардейский муниципальный округ.

## Население
| 1926    | 1931    | 1959    | 1970    | 1979    | 1989    | 1990    | 1991    | 1992    | 1993    | 1994    | 1995    |
| ------- | ------- | ------- | ------- | ------- | ------- | ------- | ------- | ------- | ------- | ------- | ------- |
| 72 330  | ↗94 745 | ↘48 811 | ↘43 345 | ↘40 444 | ↘39 756 | ↘39 585 | ↗40 009 | ↗40 924 | ↗41 936 | ↗42 521 | ↗42 935 |
| 1996    | 1997    | 1998    | 1999    | 2000    | 2001    | 2002    | 2003    | 2004    | 2005    | 2006    | 2007    |
| ↗42 986 | ↗43 100 | ↘43 025 | ↘42 870 | ↗42 875 | ↘42 606 | ↘42 008 | ↘41 925 | ↘41 583 | ↘41 227 | ↘40 871 | ↘40 400 |
| 2008    | 2009    | 2010    | 2011    | 2012    | 2013    | 2014    | 2015    | 2016    | 2017    | 2018    | 2019    |
| ↘39 974 | ↗40 021 | ↗40 957 | ↘40 821 | ↘40 181 | ↘39 448 | ↘38 960 | ↘38 547 | ↘38 088 | ↘37 718 | ↘37 547 | ↘37 257 |
| 2020    | 2021    | 2023    | 2024    | 2025    |         |         |         |         |         |         |         |
| ↘36 974 | ↘36 251 | ↘35 811 | ↘35 678 | ↘35 285 |         |         |         |         |         |         |         |

Гендерный состав
По итогам переписи населения 2010 года проживали 19 201 мужчина (46,88 %) и 21 756 женщин (53,12 %).

### Национальный состав
По итогам переписи населения 2010 года проживали следующие национальности (национальности менее 1 %, см. в сноске к строке «Другие»):
| Национальность | Численность | Процент |
| -------------- | ----------- | ------- |
| Русские        | 37 648      | 91,92   |
| Цыгане         | 944         | 2,30    |
| Армяне         | 680         | 1,66    |
| Другие         | 1685        | 4,11    |
| Итого          | 40 957      | 100,00  |

По итогам переписи населения 2020 года проживали следующие национальности (национальности менее 1 % и другое, см. в сноске к строке «Другие»):
| Национальность | Численность, чел. | Доля     |
| -------------- | ----------------- | -------- |
| Русские        | 31 876            | 87,93 %  |
| Цыгане         | 1590              | 4,39 %   |
| Армяне         | 492               | 1,36 %   |
| Курды          | 445               | 1,23 %   |
| Другие         | 1848              | 5,10 %   |
| Итого          | 36 251            | 100,00 % |

## Муниципально-территориальное устройство до 2020 года
C 2004 до марта 2020 года в Красногвардейский муниципальный район входило 11 сельских поселений:
| №  | Сельские поселения       | Административный центр | Количество населённых пунктов | Население | Площадь, км2 |
| -- | ------------------------ | ---------------------- | ----------------------------- | --------- | ------------ |
| 1  | село Дмитриевское        | село Дмитриевское      | 1                             | ↘2813     | 247,39       |
| 2  | село Красногвардейское   | село Красногвардейское | 1                             | ↘14 721   | 339,69       |
| 3  | село Ладовская Балка     | село Ладовская Балка   | 1                             | ↘4262     | 362,25       |
| 4  | село Новомихайловское    | село Новомихайловское  | 1                             | ↘1764     | 158,47       |
| 5  | село Покровское          | село Покровское        | 1                             | ↘1378     | 130,75       |
| 6  | село Преградное          | село Преградное        | 1                             | ↘2934     | 256,33       |
| 7  | Коммунаровский сельсовет | посёлок Коммунар       | 2                             | ↘1439     | 75,39        |
| 8  | Медвеженский сельсовет   | посёлок Медвеженский   | 4                             | ↘1296     | 188,77       |
| 9  | Привольненский сельсовет | село Привольное        | 2                             | ↘3338     | 163,26       |
| 10 | Родыковский сельсовет    | село Родыки            | 4                             | ↘2097     | 206,25       |
| 11 | Штурмовский сельсовет    | посёлок Штурм          | 2                             | ↗932      | 87,95        |

## Населённые пункты
Распределение населения района
 с. Красногвардейское (39,56 %) с. Ладовская Балка (12,37 %) с. Привольное (9,41 %) с. Преградное (8,49 %) с. Дмитриевское (8,11 %) Остальные (22,06 %)
В состав территории района и соответствующего муниципального округа входят 19 населённых пунктов.
| №  | Населённый пункт  | Тип                          | Население | Муниципальное образование |
| -- | ----------------- | ---------------------------- | --------- | ------------------------- |
| 1  | Богомолов         | хутор                        | ↘140      | Привольненский сельсовет  |
| 2  | Дмитриевское      | село                         | ↘2863     | село Дмитриевское         |
| 3  | Добровольный      | хутор                        | ↘19       | Родыковский сельсовет     |
| 4  | Зеркальный        | посёлок                      | ↘100      | Коммунаровский сельсовет  |
| 5  | Зерновой          | посёлок                      | ↘100      | Медвеженский сельсовет    |
| 6  | Коммунар          | посёлок                      | ↘1112     | Коммунаровский сельсовет  |
| 7  | Красногвардейское | село, административный центр | ↘13 959   | село Красногвардейское    |
| 8  | Ладовская Балка   | село                         | ↗4365     | село Ладовская Балка      |
| 9  | Медвеженский      | посёлок                      | ↗1100     | Медвеженский сельсовет    |
| 10 | Новомирненский    | посёлок                      | ↘59       | Медвеженский сельсовет    |
| 11 | Новомихайловское  | село                         | ↘1664     | село Новомихайловское     |
| 12 | Озерки            | посёлок                      | ↘200      | Медвеженский сельсовет    |
| 13 | Покровское        | село                         | ↘1338     | село Покровское           |
| 14 | Преградное        | село                         | ↘2997     | село Преградное           |
| 15 | Привольное        | село                         | ↘3319     | Привольненский сельсовет  |
| 16 | Пролетарский      | хутор                        | ↘200      | Родыковский сельсовет     |
| 17 | Родыки            | село                         | ↘1465     | Родыковский сельсовет     |
| 18 | Средний           | хутор                        | ↘300      | Родыковский сельсовет     |
| 19 | Штурм             | посёлок                      | ↘781      | Штурмовский сельсовет     |

### Упразднённые населённые пункты
- Посёлок Ключевой (до 1964 года — Второе отделение откормсовхоза «Красногвардейский»[54]) — снят с учёта Решением Ставропольского крайсовета № 932 от 26 октября 1977 года[55].
- Посёлок Краснооктябрьский Штурмовского сельсовета — упразднён Постановлением Правительства Ставропольского края от 21 октября 2009 года № 274-п[22].

## Органы власти
Главы района
- с 2004 года — Перевертайлов Александр Алексеевич
- с 2016 года — Ишков Константин Алексеевич

Главы Администрации муниципального района
- 2007—2014 — Черников Вячеслав Дмитриевич[56]
- с 2014 года — Ишков Константин Алексеевич[57]

## Экономика
Основу экономики района составляет сельское хозяйство. В частности он специализируется на выращивании зерна, подсолнечника, плодовых культур, молочном животноводстве. В последние годы[когда?] район прочно закрепился в лидирующей строке по производству зерна. Производится его больше всех в крае — почти по 10 тонн на каждого из 41 749 жителей.
В районе развивается торговля, бытовое и коммунальное обслуживание, промышленность, транспорт, связь.
В последние годы[когда?] в районе построены стеклотарный завод; прекрасный сельский спортивный комплекс, один из лучших в Южном федеральном округе; мост через реку Большой Егорлык. Завершается строительство родильного дома, введён в действие диагностический центр, развивается индивидуальное жилищное строительство, образование, культура.

## СМИ
Районная газета «Сельская новь» (ранее «Путь Ильича»). Первый номер газеты вышел 1 апреля 1931 года.

## Русская православная церковь
Свято-Троицкая церковь. Открыта 4 июня 1907 года

## Люди, связанные с районом
В Красногвардейском районе родились: П. И. Мирошников (1896, Ладовская Балка — 1968), организатор промышленного производства в СССР, лауреат Ленинской премии; М. С. Горбачёв (1931, Привольное), генеральный секретарь ЦК КПСС в 1985—1991 годах, первый президент СССР; В. А. Шаповалов (1946, Коммунар), ректор Ставропольского государственного университета в 1996—2012 годах.
Звания Героя Социалистического Труда удостоены жители района М. И. Бухтиярова (Улаева) и А. Ф. Воробьёва.
Почётные граждане района
- Балашова Валентина Ивановна (1048) - педагог, лауреат премии им. А. В. Луначарского[61]